# Pokrajina Pescara
Pokrajina Pescara (v italijanskem izvirniku Provincia di Pescara, izg. Provinča di Peskara) je ena od štirih pokrajin, ki sestavljajo italijansko deželo Abruci. Meji na severu s pokrajino Teramo in z Jadranskim morjem, na vzhodu s pokrajino Chieti in na jugu in zahodu s pokrajino L'Aquila.

## Večje občine
Glavno mesto je Pescara, ostale večje občine so (podatki 31.12.2006):
| Občina            | Prebivalcev |
| ----------------- | ----------- |
| Pescara           | 122.790     |
| Montesilvano      | 47.695      |
| Spoltore          | 17.711      |
| Città Sant'Angelo | 13.898      |
| Penne             | 12.637      |
| Cepagatti         | 10.105      |

## Naravne zanimivosti
Področje je izrazito kraško in bogato s kraškimi pojavi. Te značilnosti ozemlja se kažejo tudi v rezervatu Valle d'Angri na pobočjih Gran Sassa, kjer je posebno spomladi razvidna prisotnost mnogih dolin. V teh krajih zapade pozimi veliko snega, ki popolnoma napolni vse doline, zato se te ob spomladanskem taljenju spremenijo v jezerca. To pomeni, da so pobočja in dna teh dolin neprepustna, kar bi jih postavljalo v skupino kalov. Ker voda teh jezerc vendarle počasi pronicne v podzemlje, so ti kali le prehodnega značaja. Edino od teh jezer, ki ne presahne, je Sfondo, o katerem pravi pripovedka, da nima dna (senza fondo = brez dna) in da je povezano kar z morjem.
Seznam zaščitenih področij v pokrajini:
- Narodni park Majella (Parco nazionale della Maiella)
- Narodni park Gran Sasso e Monti della Laga (Parco nazionale del Gran Sasso e Monti della Laga)
- Naravni rezervat Pineta di Santa Filomena (Riserva naturale Pineta di Santa Filomena)
- Naravni rezervat Lama Bianca di Sant' Eufemia a Maiella (Riserva naturale Lama Bianca di Sant' Eufemia a Maiella)
- Naravni rezervat Piana Grande della Majelletta (Riserva naturale Piana Grande della Majelletta)
- Naravni rezervat Valle dell' Orfento (Riserva naturale Valle dell' Orfento)
- Naravni rezervat Pineta Dannunziana (Riserva naturale di interesse provinciale Pineta Dannunziana)
- Naravni rezervat Sorgenti del Fiume Pescara (Riserva naturale guidata delle Sorgenti del Fiume Pescara)
- Naravni rezervat Lago di Penne (Riserva naturale controllata Lago di Penne)

## Zgodovinske zanimivosti
Pokrajino prečka reka Aterno, ki je bila dolgo let mejnik med dvema pokrajinama. Južni breg, kjer je stalo še iz rimskih časov mesto Pescara, je pripadal pokrajini Chieti. Na severnem bregu, to je v pokrajini Teramo, je leta 1807 nastala občina Castellammare Adriatico, ki je bila praktično le moderno predmestje Pescare. Čeprav sta kraja predstavljala dve polovici iste bivalne enote, se dolgo nista hoteli združiti: moderni Castellammare ni hotel prevzeti polovico dolgov stare peskarske administracije, Pescara pa ni hotela deliti z novonaseljenci svoje zgodovinske in vojaške pomembnosti. V začetku dvajsetega stoletja je bila predlagana priključitev Castellammara Pescari z njegovim vključenjem v pokrajino Chieti, a prva svetovna vojna je preprečila izvedbo načrta. Šele po drugi vojni se je problem spet obnovil, toda razmere so se bile spremenile: ekonomski razvoj obeh strani je bil glavni činitelj združenja. Negativne plati so se izkazale veliko manj pomembne od predvidenih koristi. Po 110 letih nasprotovanja sta se bregova Aterna združila v mesto Pescara, ki je leta 1927 postalo glavno mesto nove istoimenske pokrajine.